# 教皇庁立アルゼンチンカトリック大学
教皇庁立アルゼンチンカトリック大学（西: Pontificia Universidad Católica Argentina,“Santa María de los Buenos Aires”, UCA）は、ブエノスアイレス市に本部を置くアルゼンチンの私立大学であり、ローマ教皇によって設立された教皇庁立大学（英語：Pontifical University）である。1958年に設置された。

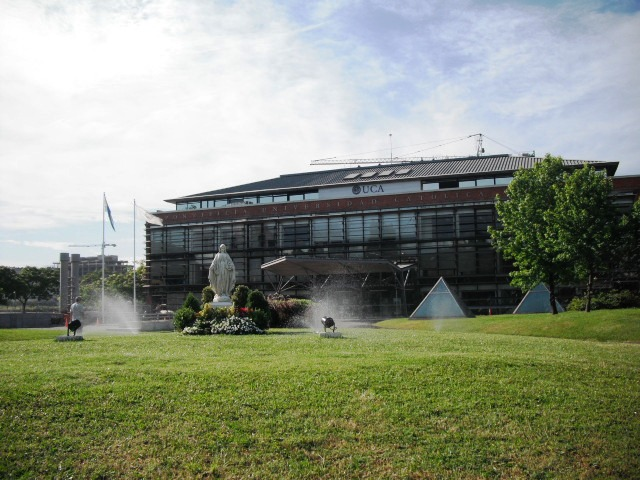
プエルト・マデロのキャンパス

ロサリオ、パラナ、ペルガミーノとメンドーサにもキャンパスがある。QS世界大学ランキングによる「アルゼンチン2012」では第2位である。
アルゼンチン第57代大統領マウリシオ・マクリや、アルゼンチン出身のオランダ王妃マクシマの出身校である。